# Montagagne
Montagagne är en kommun i departementet Ariège i regionen Occitanien i södra Frankrike. Kommunen ligger  i kantonen La Bastide-de-Sérou som ligger i arrondissementet Foix. År 2022 hade Montagagne 82 invånare.

## Befolkningsutveckling
Antalet invånare i kommunen Montagagne
Referens: INSEE